# Третья молодость (фильм, 1928)
«Третья молодость» (другое название — «Сноповязалка») — советский художественный фильм (не сохранился).

## Сюжет
Сатирическая комедия про кулаков, препятствующих внедрению новой техники (сноповязалок) в советской деревне 1920-х годов.

## В ролях
- Андрей Лаврентьев — дед Левонтий
- Юрий Лавров — Сергун
- Леонид Жежеленко
- Николай Лебедев
- Иосиф Самарин-Эльский
- Ксения Денисова
- Алексей Матов
- А. Бражский
- Н. Гурин

## Съёмочная группа
- Авторы сценария: Арсен Аравский, Иван Пырьев
- Режиссёр: Владимир Шмидтгоф
- Оператор: Александр Гинцбург
- Художник: Николай Акимов

## Технические данные
- Чёрно-белый, немой
- Премьера: 23 апреля 1929 (СССР)